# Suddivisione Orografica Internazionale Unificata del Sistema Alpino

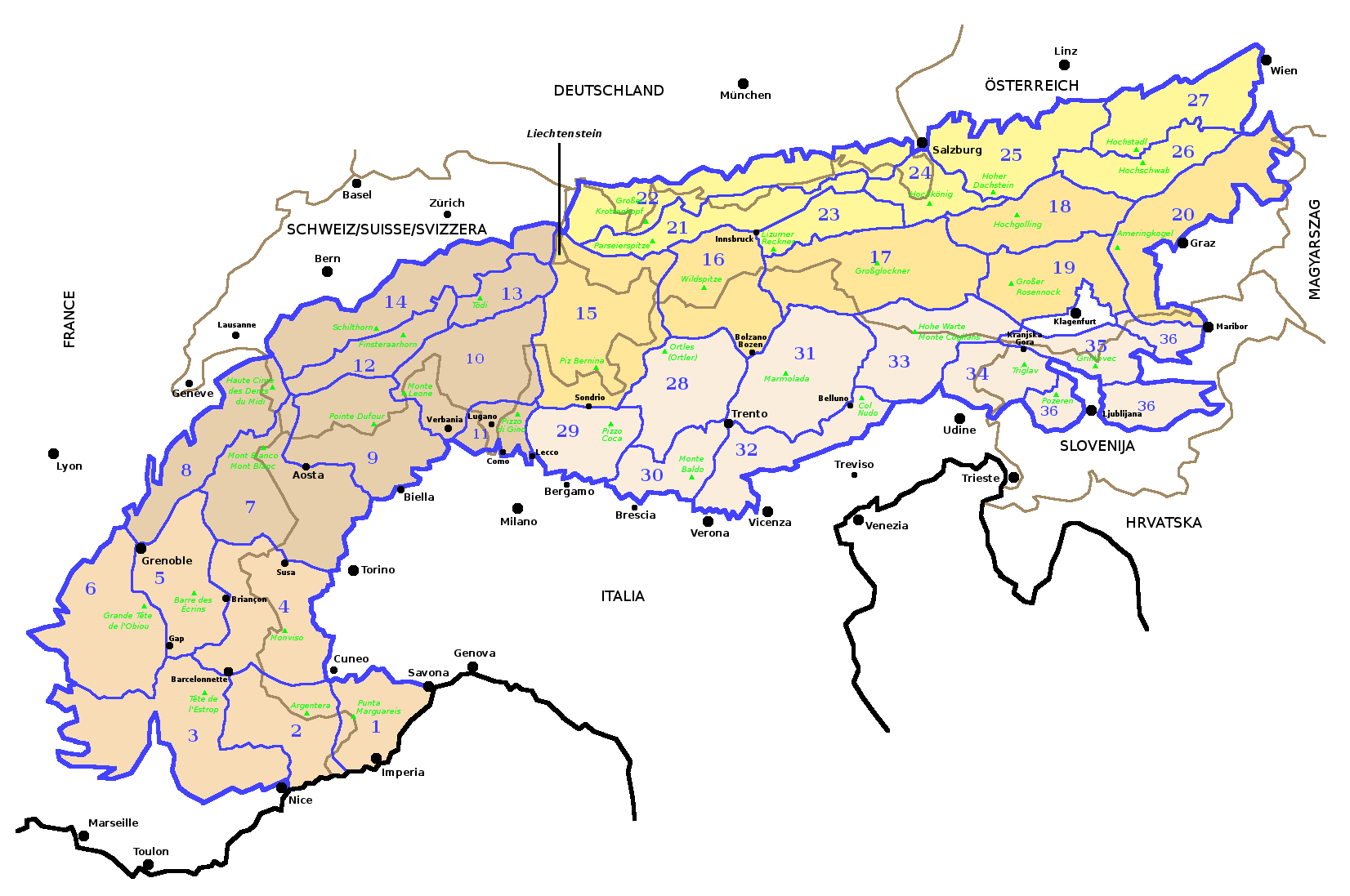
Podział Alp według klasyfikacji SOIUSA

Suddivisione Orografica Internazionale Unificata del Sistema Alpino (w skrócie SOIUSA) – system klasyfikacji podziału Alp z punktu widzenia geograficznego i toponimii. Zaprojektowany przez włoskiego badacza Sergio Marazziego w 2005 roku.

## Historia
Klasyfikacja SOIUSA została zaproponowana przez Sergio Marazzi w celu ujednolicenia istniejących podziałów Alp oraz stanowi alternatywne dla tradycyjnego ujęcia Alp według klasyfikacji Partizione delle Alpi, która została przyjęta w 1926 roku przez Congresso Geografico Italiano. Klasyfikacja SOIUSA uwzględnia różne systemy klasyfikacyjne (oparte na literaturze europejskiej w celu ich normalizacji), które obecnie są w użyciu (np. niemiecko-austriacką klasyfikację Alpenvereinseinteilung der Ostalpen lub austriacką klasyfikacje Geographische Raumgliederung Österreich). Klasyfikacja została przedstawiona na wykładzie zorganizowanym przez Club Alpino Italiano w dniu 6 kwietnia 2006 roku.

## Struktura

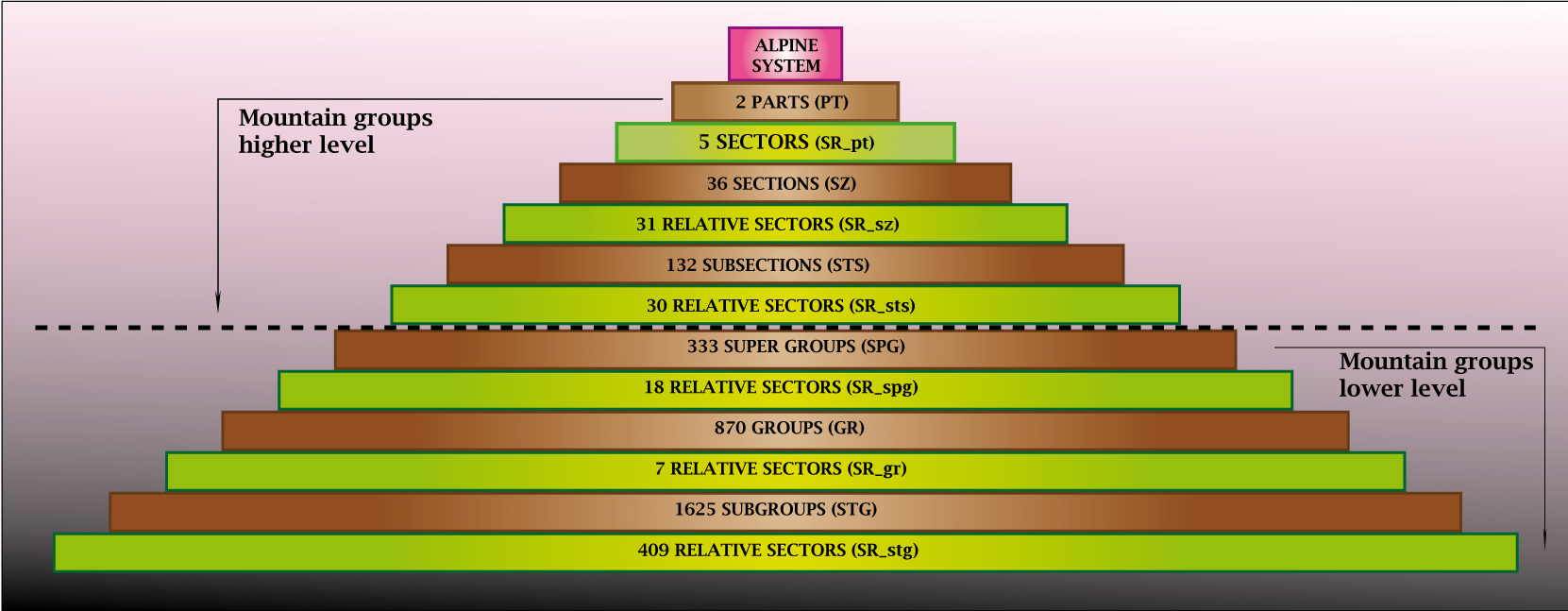
Piramida poziomów w klasyfikacji SOIUSA

W klasyfikacji SOIUSA podstawowy podział wyróżnia dwie jednostki wchodzące w skład łańcucha górskiego Alpy: Alpi Occidental (pol. Alpy Zachodnie) i Alpi Orientali (pol. Alpy Wschodnie), zastępując klasyczne, włoskie ujęcie z podziałem na trzy podstawowe jednostki: Alpi Occidental (pol. Alpy Zachodnie), Alpi Centrali (pol. Alpy Środkowe) i Alpi Orientali (pol. Alpy Wschodnie) oraz grupuje poszczególne poziomy w hierarchiczną piramidę według jednakowych skal i zasad. Hierarchia systemu wyróżnia grupy górskie wyższego poziomu (wł. raggruppamenti di grado superiore) – wyznaczone na podstawie kryterium geomorfologicznego, altymetrii oraz uwzględniające aspekty historyczne i grupy górskie niższego poziomu (wł. raggruppamenti di grado inferiore) – wyróżnione na podstawie kryteriów alpinistycznych.
W poziomach wchodzących w skład grupy górskie wyższego poziomu wyróżnia się następujące elementy:
- 2 główne części (wł. grandi parti, PT);
  - Alpi Occidental (pol. Alpy Zachodnie)
  - Alpi Orientali (pol. Alpy Wschodnie)
- 5 głównych sektorów (wł. grandi settori, SR);
  - Alpi Sud-occidentali (pol. Alpy Południowo-zachodnie)
  - Alpi Nord-occidentali (pol. Alpy Północno-zachodnie)
  - Alpi Centro-orientali (pol. Alpy Centralno-wschodnie)
  - Alpi Nord-orientali (pol. Północne Alpy Wapienne)
  - Alpi Sud-orientali (pol. Południowe Alpy Wapienne)
- 36 sekcji (wł. sezioni, SZ);
- 132 podsekcje (wł. sottosezioni, STS).

W poziomach wchodzących w skład grupy górskie niższego poziomu wyróżnia się następujące elementy:
- 333 supergrup (wł. supergruppi, SPG);
- 870 grup (wł. gruppi, GR);
- 1625 podgrup (wł. sottogruppi, STG).

Dodatkowo w klasyfikacji wyróżnia się 5 poziomów pośrednich.

### Nazewnictwo
Nazwy obiektów geograficznych wchodzących w skład poziomu grupy górskie wyższego poziomu, zapisywane są w czterech językach, które głównie są używane w Alpach (niemiecki, francuski, włoski i słoweński) oraz dodatkowo w języku angielskim. Nazwy obiektów geograficznych wchodzących w skład poziomu grupy górskie niższego poziomu podawane są tylko w językach narodowych danego regionu.

#### Przykład nazewnictwa
Dla rzędu grupy gór wyższego poziomu podano przykład zapisu dla podsekcji Alpi del Moncenisio (pol. Północne Alpy Kotyjskie; STS.4.III). Dla rzędu grup gór niższego poziomu podano przykład zapisu dla podgrupy Gruppo d’Ambin (pol. Ambin; łańcuch górski wchodzący w skład Alp Kotyjskich).
| Podsekcja Alpi del Moncenisio (it) jest również nazywana: Nördliche Cottishche Alpen (de), Alpes du Mont Cenis (fr.), Severne Kotijske Alpe (sl), Northern Cottian Alps (en). Podgrupa Ambin, położona na pograniczu włosko-francuskim, nazywana jest: Groupe d’Ambin (fr.), Gruppo d’Ambin (it). |

### Kodowanie
Kod SOIUSA zbudowany jest w następujący sposób:
- 2 główne części (PT):
  - Alpi Occidental (pol. Alpy Zachodnie) oznaczane są rzymską liczbą I;
  - Alpi Orientali (pol. Alpy Wschodnie) oznaczone są rzymską liczbą II.
- 5 głównych sektorów (SR):
  - w Alpach Zachodnich:
    - Alpi Sud-occidentali (pol. Alpy Południowo-zachodnie) identyfikowane są poprzez wielką literę A;
    - Alpi Nord-occidentali (pol. Alpy Północno-zachodnie) identyfikowane są poprzez wielką literę B.

  - w Alpach Wschodnich:
    - Alpi Centro-orientali (pol. Alpy Centralno-wschodnie) identyfikowane są poprzez wielką literę A;
    - Alpi Nord-orientali (pol. Północne Alpy Wapienne) identyfikowane są poprzez wielką literę B;
    - Alpi Sud-orientali (pol. Południowe Alpy Wapienne) identyfikowane są poprzez wielką literę C.
- 36 sekcji (SZ): oznaczone są numerami od 1 do 36;
- 132 podsekcje (STS): identyfikowane w ich własnych sekcjach do których należą poprzez zapis w liczbach rzymskich, należy liczyć każdą podsekcję;
- 333 supergrup (SPG): identyfikowane w ich własnych podsekcjach do których należą poprzez zapis wielkimi literami, należy liczyć każdą supergrupę;
- 870 grup (GR): identyfikowane w ich własnych supergrupach do których należą poprzez zapis w liczbach arabskich, należy liczyć każdą grupę;
- 1625 podgrup (STG): identyfikowane w ich własnych grupach do których należą poprzez zapis małymi literami, należy liczyć każdą podgrupę;

Przestrzeganie powyższych zasad i używanie znaków interpunkcyjnych (/; -; .; -; . i .) spowoduje, że szczyt będzie zapisany w następujący sposób:
rzymska liczba (I lub II) / duża litera (A, B lub C) – liczby od 1 do 36 . liczba rzymska – duża litera . liczba arabska . mała litera
W niektórych kodowaniach może na końcu zabraknąć małej litery ponieważ niektóre grupy nie są podzielone na podgrupy.
W rzadkich przypadkach (np. odnośnie do szczytu Monte Tagliaferro) podgrupa dzieli się dodatkowo jeszcze na sektory. W takich przypadkach po ostatniej małej literze stosujemy ukośnik / i po nim pojawia się druga mała litera (zapis w postaci: rzymska liczba (...) mała litera / mała litera).

#### Przykład kodowania
Monte Bianco (pol. Mont Blanc) kodowany jest w następujący sposób: I/B-7.V-B.2.b
gdzie:
- I oznacza, że Monte Bianco należy do głównej części Alpi Occidentali (pol. Alpy Zachodnie);
- B oznacza, że Monte Bianco należy do głównego sektora Alpi Nord-occidentali (pol. Alpy Północno-zachodnie);
- 7 oznacza, że Monte Bianco należy do sekcji Alpi Graie (pol. Alpy Graickie);
- V oznacza, że Monte Bianco należy do podsekcji Alpi del Monte Bianco (gdzie Alpi del Monte Bianco jest piątą z sześciu podsekcji w składzie podsekcji Alpi del Monte Bianco);
- B oznacza, że Monte Bianco należy do supergrupy Massiccio del Monte Bianco (pol. Massif du Mont-Blanc; gdzie Massiccio del Monte Bianco jest drugą supergrupą z trzech w składzie podsekcji Alpi del Monte Bianco);
- 2 oznacza, że Monte Bianco należy do grupy Gruppo del Monte Bianco (gdzie Gruppo del Monte Bianco jest drugą grupą z ośmiu w składzie podsekcji Alpi del Monte Bianco);
- b oznacza, że Monte Bianco należy do podgrupy Monte Bianco (gdzie Monte Bianco jest drugą z sześciu podgrup w składzie grupy Gruppo del Monte Bianco).

### I. Alpi Occidentali (Alpy Zachodnie)

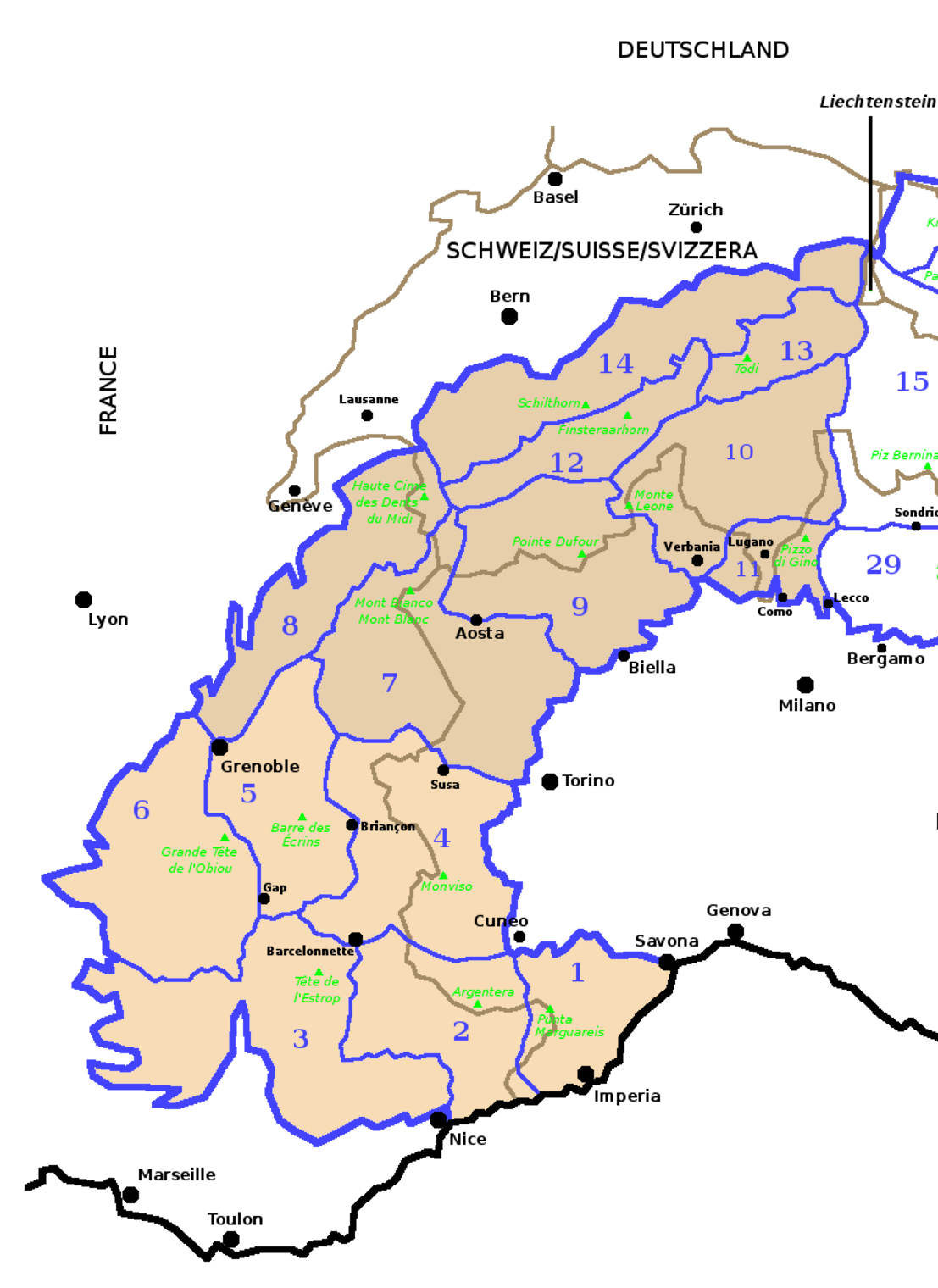
Podział Alpi Occidentali (pol. Alpy Zachodnie) według klasyfikacji SOIUSA

#### A. Alpi Sud-occidentali (Alpy Południowo-zachodnie)
- 1. Alpi Liguri
- 2. Alpi Marittime e Prealpi di Nizza
- 3. Alpi e Prealpi di Provenza
- 4. Alpi Cozie
- 5. Alpi del Delfinato
- 6. Prealpi del Delfinato

#### B. Alpi Nord-occidentali (Alpy Północno-zachodnie)
- 7. Alpi Graie
- 8. Prealpi di Savoia
- 9. Alpi Pennine
- 10. Alpi Lepontine
- 11. Prealpi Luganesi
- 12. Alpi Bernesi
- 13. Alpi Glaronesi
- 14. Prealpi Svizzere

### II. Alpi Orientali (Alpy Wschodnie)

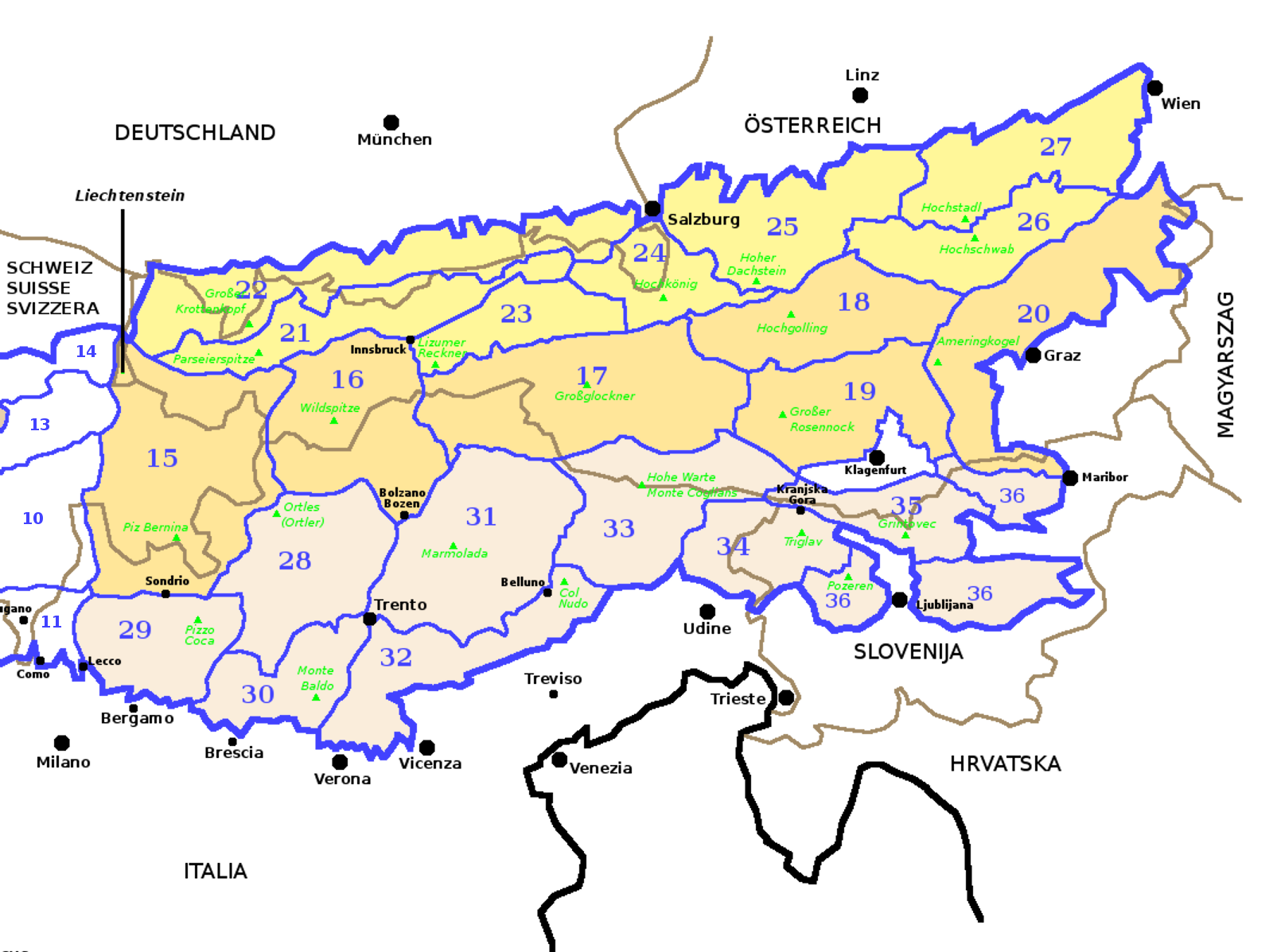
Podział Alpi Orientali (pol. Alpy Wschodnie) według klasyfikacji SOIUSA

#### A. Alpi Centro-orientali (Alpy Centralne)
- 15. Alpi Retiche occidentali
- 16. Alpi Retiche orientali
- 17. Alpi dei Tauri occidentali
- 18. Alpi dei Tauri orientali
- 19. Alpi di Stiria e Carinzia
- 20. Prealpi di Stiria

#### B. Alpi Nord-orientali (Północne Alpy Wapienne)
- 21. Alpi Calcaree Nordtirolesi
- 22. Alpi Bavaresi
- 23. Alpi Scistose Tirolesi
- 24. Alpi Settentrionali Salisburghesi
- 25. Alpi del Salzkammergut e dell'Alta Austria
- 26. Alpi Settentrionali di Stiria
- 27. Alpi della Bassa Austria

#### C. Alpi Sud-orientali (Południowe Alpy Wapienne)
- 28. Alpi Retiche meridionali
- 29. Alpi e Prealpi Bergamasche
- 30. Prealpi Bresciane e Gardesane
- 31. Dolomiti
- 32. Prealpi Venete
- 33. Alpi Carniche e della Gail
- 34. Alpi e Prealpi Giulie
- 35. Alpi di Carinzia e di Slovenia
- 36. Prealpi Slovene